# Total Nonstop Action Wrestling
Total Nonstop Action Wrestling (abreviat ca TNA Wrestling sau TNA) este o promoție americană de wrestling cu sediul în Nashville, Tennessee. Este o subsidiară a Anthem Sports & Entertainment, o companie canadiană deținută de omul de afaceri Leonard Asper.
Fondată de Jeff Jarrett și Jerry Jarrett în 2002, după sfârșitul World Championship Wrestling (WCW) în 2001, promoția a fost inițial cunoscută sub numele de NWA: Total Nonstop Action (NWA-TNA) și a fost afiliată organismului de conducere al National Wrestling Alliance (NWA). Promoția a renunțat la marca „NWA” din numele său în 2004, devenind Total Nonstop Action Wrestling. TNA a continuat să folosească titlurile NWA World Heavyweight și Tag Team până la încheierea acestui acord în 2007; după care, compania își va crea propriile centuri. Promoția a fost achiziționată de Anthem la începutul anului 2017. În martie a acelui an, a fost renumită Impact Wrestling după emisiunea de televiziune săptămânală, dar a revenit la branding-ul TNA în ianuarie 2024.
De la începuturile sale, TNA a fost considerată a doua companie de wrestling ca mărime din Statele Unite, după WWE, o poziție pe care o va deține în cea mai mare parte a anilor 2000 și începutul anilor 2010. Promoția a fost cunoscută pentru că prezentau foști wrestleri de top de la WCW, WWE și ECW, cum ar fi Raven, Jeff Jarrett și Sting, wrestleri liberi care au fost concediați de WWE, cum ar fi Kurt Angle, Jeff Hardy și Mr. Kennedy (care a luptat ca Mr. Anderson în TNA), precum și mai mulți luptători autohtoni care nu au apărut încă în WWE, precum AJ Styles și Samoa Joe. (Unii dintre ei urmau să fie semnați ulterior de WWE la mijlocul și sfârșitul anilor 2010, deoarece TNA a suferit probleme financiare). Din 2015 până în 2017, unii au considerat că TNA a căzut în urma rivalului de lungă durată Ring of Honor; odată cu pierderea contractului de televiziune din SUA cu Spike în 2014, precum și problemele financiare și de booking, fiind remarcate ca factori ai declinului lor.
Până în 2019, compania a fost considerată a fi salvată prin distribuția sa internațională susținută și prin achiziționarea de către compania-mamă AXS TV; care ulterior a început să poarte programarea promoției. TNA este în prezent văzută ca fiind a treia cea mai mare companie de lupte din Statele Unite; ca urmare a înființării All Elite Wrestling (AEW) în 2019, iar televiziunea sa actuală se ocupă de TNT și TBS de la Warner Bros. Discovery (ambele sunt văzute de mai mulți telespectatori decât AXS).